# 餛飩麵

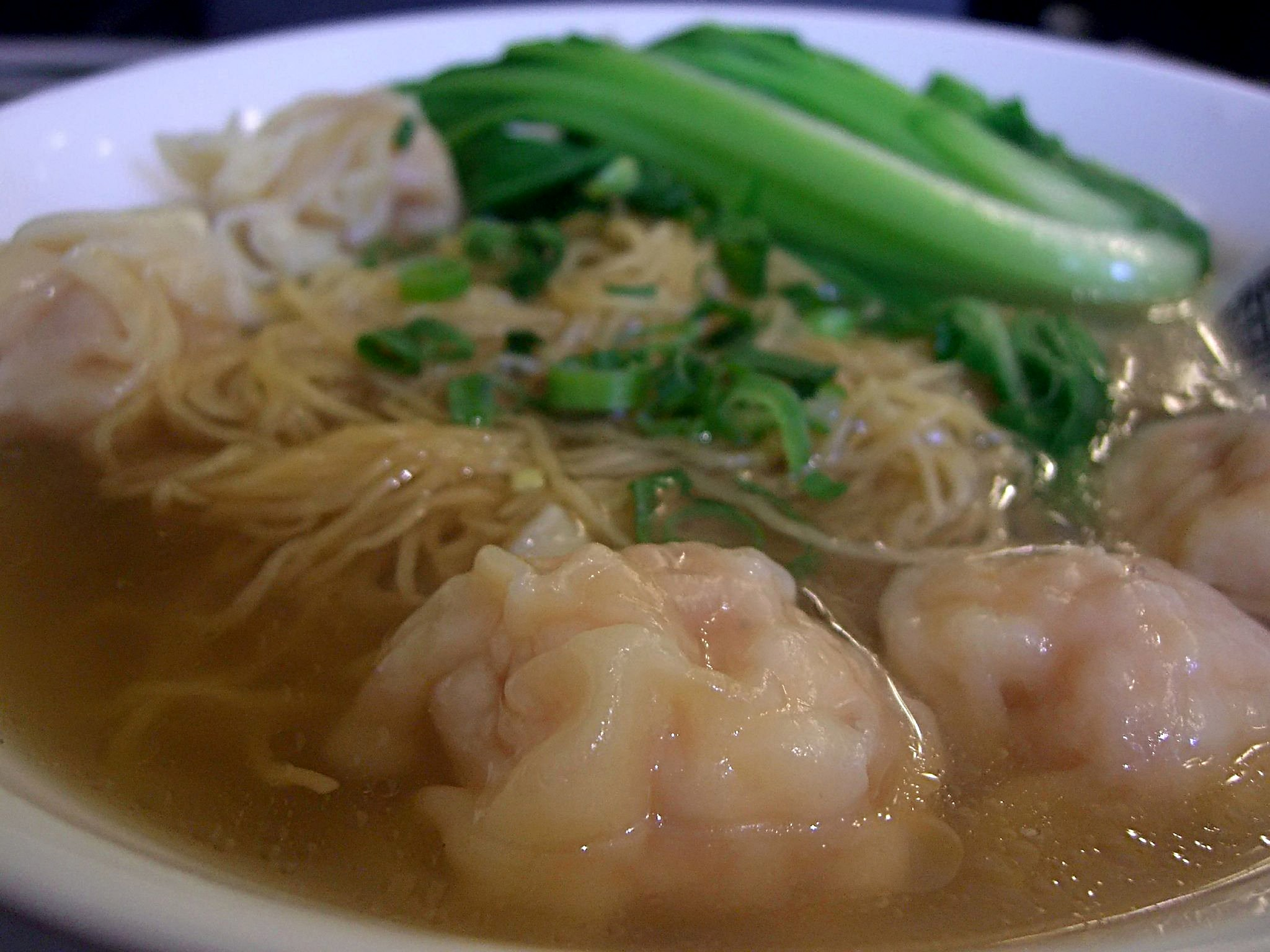
香港鮮蝦雲吞麵

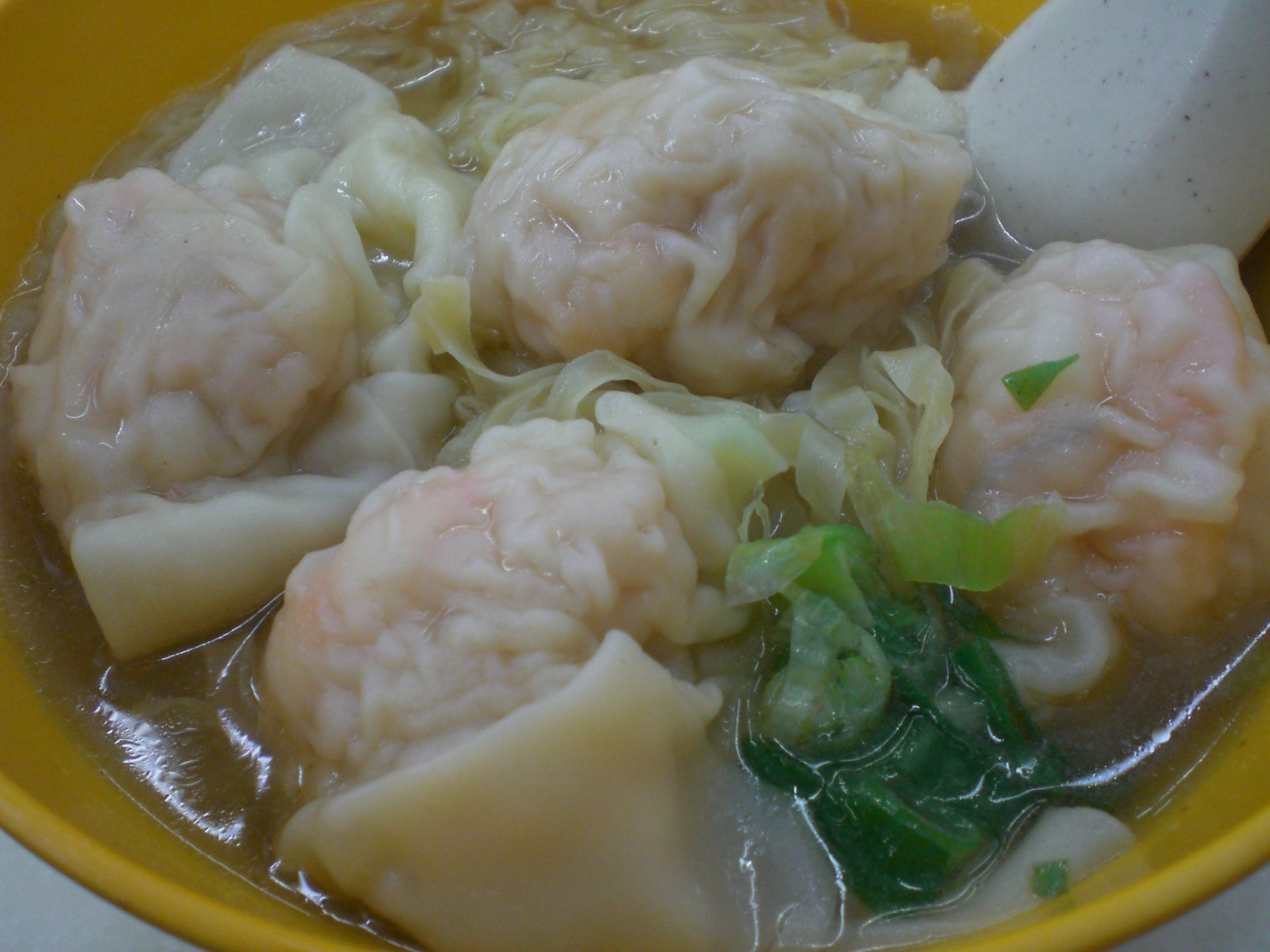
大蝦雲吞為香港飲食特色之一

雲吞麵，或作餛飩麵（福建和臺灣等地又稱扁食麵），起源於廣州，並為香港的代表性麵食。雲吞麵是以煮熟的雲吞和蛋麵製成。

## 起源
雲吞麵最早在清末民初，廣州西關一帶出現。據考究，雲吞麵起初於宋前是用於祭祀的。直到宋代，每逢冬至，各家包餛飩祭祖，祭畢全家長幼分食祭品。富家的一盤祭祀餛飩，有十多種餡，為“百味餛飩”。南宋以後，餛飩傳入市肆。初期多數是由小販肩挑著賣。因為小販通常在晚間到住宅區出售以應宵夜的習慣，小販會以小木棒敲打竹板叫賣。後來一些小販改設店舖經營，甚或加售生滾粥類。經過數十年後，成為今日的雲吞麵老店。香港在1930年代已有雲吞麵店，1945年香港重光後，因為中國發生國共內戰，中國大陸有大量居民逃亡到當時是英國殖民地的香港，香港人口短時間內激增，部分居民為了謀生擺賣粉麵，由於新鮮海蝦等海鮮在香港很常見，有檔主為爭取生意，便把原來的廣東雲吞進一步演變，在雲吞餡料中加入大量蝦肉，又以大地魚等海鮮烹調湯底，使製作出來的湯底比廣州雲吞麵更濃郁，遂成為具有香港特色的雲吞麵。在早年的香港到雲吞麵店吃雲吞麵並非一般大眾所能輕易負擔，能夠品嚐的一般都是較富裕的階層，一般平民百姓只能吃車仔麵，到雲吞麵店吃碗雲吞麵要到1960年代後期才漸漸普及起來。

## 別稱
廣東地區的雲吞麵在行內稱為「蓉」（粵音jung2「湧」），據說是「芙蓉麵」的簡稱。而「芙蓉麵」則源自唐代詩人白居易《長恨歌》中的「芙蓉如面柳如眉」，當時文人便將「芙蓉」比喻為麵。另一說：廣東人慣稱炒雞蛋為炒芙蓉蛋，故廣東人把獨有的梘水蛋麵叫做芙蓉麵，習慣性美化及抬高其身價的做法。雲吞麵再按份量分為「細蓉」、「中蓉」和「大蓉」：「細蓉」為1個1両重的乾麵餅配以4顆餛飩；「中蓉」為1.5個麵餅配以6顆餛飩；「大蓉」則為2個麵餅配以8顆餛飩。亦有指「蓉」應為「擁」，據說是早期的雲吞麵比較小（細），冬天時低下階層把小碗「擁」在懷裡，既飽肚又取暖，故有「細擁」之稱。另外，也有指分量最小的「細蓉」源自廣州富裕人家的西關大少，由於家境富有，對食物是吃巧而不是吃飽，於是要求食店把麵的分量減半，而對於一般老百姓，雲吞麵只是點心而不能作為正餐。
習慣上，稱廣東的鮮蝦豬肉雲吞梘水蛋竹昇麵為雲吞麵，而外省的為菜肉餛飩無梘水無蛋麵為餛飩麵。

## 製法
雲吞麵一般以雲吞拌麵，分為湯麵與撈麵：
- 湯麵：以灼熟麵條再加入已灼熟的雲吞，再配以大豆芽、豬骨、蝦頭及蝦殼、烤大地魚乾的湯底，最後加上少許韭黃段。
- 撈麵：通常以麵條灼熟後稍剩乾水後上碟再放雲吞，加上青菜就成為雲吞撈麵，也有蠔油雲吞撈麵、薑葱雲吞撈麵、蝦子雲吞撈麵。

## 食法
有人吃雲吞麵時加入少許浙醋，可中和麵中剩餘鹼水味，增添風味。傳統麵家提供廣東泡菜，以作雲吞麵佐料，不過現今大部分麵家為省開支，不再提供廣東泡菜。

## 海外發展

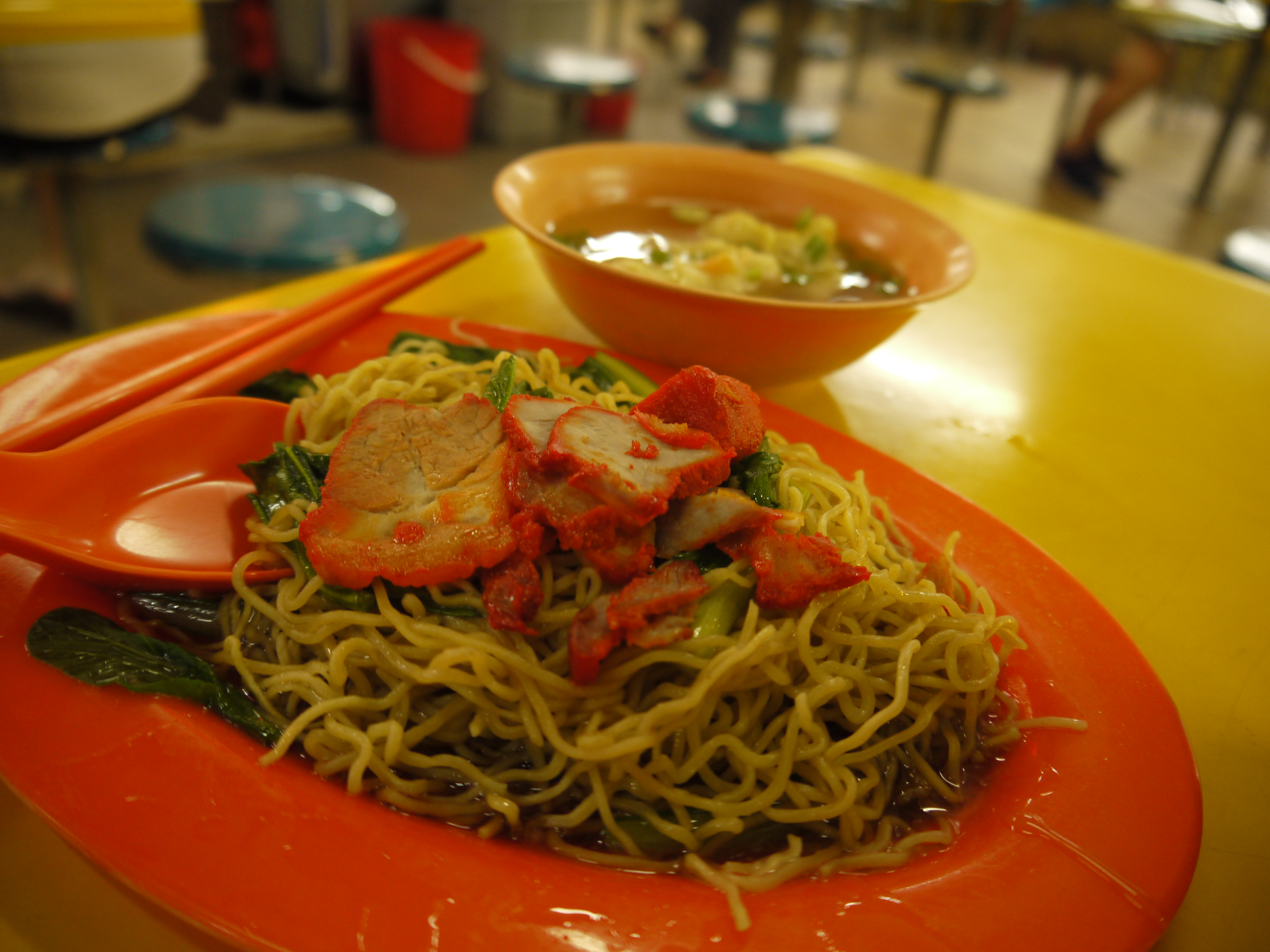
乾撈為馬來西亞雲吞麵的特色

雲吞麵隨著19世紀末至20世紀的華人移民潮，傳入了馬來西亞與新加坡一帶，由於當地炎熱的氣候及偏好重口味，因此較為盛行吃以醬油、黑醬油和香油混合的乾撈口味，再搭配青菜及叉燒，雲吞湯則獨立盛在另一個小碗內，當地也習慣將雲吞麵稱之“乾撈麵”。除了一般的青菜及叉燒，也可搭配炆冬菇雞腳、燒肉或淋上咖哩醬等，吃的時候，搭配醃製的青辣椒一起享用。由於有搭配各種的配菜，因此當地的雲吞會做得較小顆，以符合商業成本。
馬來西亞各地乾撈雲吞麵的醬料會略有不同，在吉隆坡一帶，因添加較多的老抽、生抽、蠔油、豬油等，顏色會較為暗沉；在北馬的檳城一帶，較少添加生抽，因此顏色較為淺白；南馬的柔佛一帶多加上蕃茄醬，因此顏色帶點紅，麵條的味道略帶酸甜。

## 相關事件
在香港，竹昇麵店舖越來越少，原因是成本太高，加上青黃不接，缺乏青年接手，現存還有好旺角，麥奀記忠記，麥奀雲吞麵世家，羅富記、劉森記及何洪記等。著名的「竹昇麵」有澳門的祥記、老記、黃枝記及六記。马来西亚著名的「竹昇麵」则有鸿記。